# Rosa Salazar
Rosa Bianca Salazar (sæləzɑr; 1985. július 16.–) kanadai–amerikai színésznő.
Feltűnt A beavatott-sorozat: A lázadó (2015), Az útvesztő: Tűzpróba (2015) és Az útvesztő: Halálkúra (2018) című filmekben, valamint 2018-ban a Netflix Madarak a dobozban és A tanítónő című Netflix-produkciókban. 2019-ben az Alita: A harc angyala címszereplőjét alakította.
Szerepelt a Vásott szülők, illetve az Amerikai Horror Story: A gyilkos ház című NBC sorozatok epizódjaiban.

## Gyermekkora
1985. július 16-án született. Perui és francia származású. Washingtonban nőtt fel Greenbelt (Maryland) közelében. A greenbelti Eleanor Roosevelt High School tanulója volt, és aktívan részt vett az iskola színházi programjaiban.

## Pályafutása
Tizenöt éves kora óta élvezi mások szórakoztatását, azután kezdett komolyabban érdeklődni a színészet iránt, hogy fiatal felnőttként New York Citybe költözött, ahol a CollegeHumornak dolgozott. Röviddel azután, hogy 2009-ben Los Angelesbe költöztek, Salazar visszatérő szerepeket kapott két televíziós sorozatban, a Vásott szülők és az Amerikai Horror Story: A gyilkos ház epizódjaiban. 2015-ben olyan folytatásfilmekben szerepelt, mint a A beavatott-sorozat: A lázadó és Az útvesztő: Tűzpróba.
Főszereplőként 2019-ben debütált az Alita: A harc angyala című filmben. Az Alita (Gunnm) című manga adaptációjaként készült filmet Robert Rodríguez rendezte. Ugyanebben az évben bejelentették, hogy főszerepet kap a Netflix A cseresznye vadiúj íze című horror-dráma minisorozatában. A minisorozat 2021. augusztus 13-án jelent meg.

## Filmográfia

### Film
| Év   | Magyar cím                    | Eredeti cím                          | Szerep                     | Magyar hang        |
| ---- | ----------------------------- | ------------------------------------ | -------------------------- | ------------------ |
| 2012 |                               | Looper: Baldness Anxiety (rövidfilm) | ismeretlen szerep          |                    |
| 2012 |                               | Fortunate Son (rövidfilm)            | Elisa                      |                    |
| 2013 |                               | Plan B (rövidfilm)                   | Steph                      |                    |
| 2013 | A zöld urai                   | Epic                                 | Roller Derby lány (hangja) |                    |
| 2014 |                               | Jamesy Boy                           | Crystal                    |                    |
| 2014 | Menyasszony kerestetik        | Search Party                         | Pocahontas                 | Berkes Boglárka    |
| 2015 | A beavatott-sorozat: A lázadó | The Divergent Series: Insurgent      | Lynn                       | Bogdányi Titanilla |
| 2015 |                               | Night Owls                           | Madeline                   |                    |
| 2015 | Az útvesztő: Tűzpróba         | Maze Runner: The Scorch Trials       | Brenda                     | Csifó Dorina       |
| 2016 |                               | Good Crazy (rövidfilm)               | Rosa                       |                    |
| 2016 |                               | Submerged                            | Amanda                     |                    |
| 2017 | Bukós szakasz                 | CHiPs                                | Ava Perez                  | Bogdányi Titanilla |
| 2018 | Az útvesztő: Halálkúra        | Maze Runner: The Death Cure          | Brenda                     | Csifó Dorina       |
| 2018 | A tanítónő                    | The Kindergarten Teacher             | Becca                      | Csuha Borbála      |
| 2018 | Madarak a dobozban            | Bird Box                             | Lucy                       |                    |
| 2019 | Alita: A harc angyala         | Alita: Battle Angel                  | Alita                      | Törőcsik Franciska |
| 2020 |                               | Pink Skies Ahead                     | Addie                      |                    |
| 2021 |                               | No Future                            | Becca                      |                    |
| 2021 | Marcel, a lábbelis csiga      | Marcel the Shell with Shoes On       | Larissa                    |                    |
| 2022 |                               | Chariot                              | Maria Deschaines           |                    |
| 2023 | Fényévnyi távolban            | A Million Miles Away                 | Adela Hernandez            |                    |

### Televízió
| Év        | Magyar cím                           | Eredeti cím                         | Szerep                | Megjegyzések                                                                |
| --------- | ------------------------------------ | ----------------------------------- | --------------------- | --------------------------------------------------------------------------- |
| 2010      |                                      | Old Friends                         | kutyasétáltató        | websorozat (1 epizód)                                                       |
| 2010–2012 |                                      | CollegeHumor                        | több szerep           | websorozat (13 epizód)                                                      |
| 2011      | Esküdt ellenségek: Los Angeles       | Law & Order: LA                     | Yolanda               | 1 epizód                                                                    |
| 2011      | Amerikai Horror Story: A gyilkos ház | American Horror Story: Murder House | Maria nővér           | - 4 epizód - magyar hangja: - Mórocz Adrienn                                |
| 2011      |                                      | Little Brother                      | Odetta                | tévéfilm                                                                    |
| 2011–2012 | Vásott szülők                        | Parenthood                          | Zoe DeHaven           | 13 epizód                                                                   |
| 2012      |                                      | Stevie TV                           | több szerep           |                                                                             |
| 2012      |                                      | Car-Jumper                          | Mindy ügynök          | 1 epizód                                                                    |
| 2012      |                                      | Ben and Kate                        | Molly                 | 1 epizód                                                                    |
| 2013      | Hello Ladies                         | Hello Ladies                        | Heaven                | 1 epizód                                                                    |
| 2013      |                                      | Boomerang                           | Olive Chatsworth      | tévéfilm                                                                    |
| 2013      | A hidegsebész                        | Body of Proof                       | Ramona Delgado        | 1 epizód                                                                    |
| 2013      |                                      | Nuclear Family                      | Rebecca               |                                                                             |
| 2014      |                                      | The Pro                             | Jamie Schoonmaker     | tévéfilm                                                                    |
| 2015      |                                      | China, IL                           | Barb (hangja)         | 1 epizód                                                                    |
| 2015      |                                      | Tim & Eric's Bedtime Stories        | Lucy                  | 1 epizód                                                                    |
| 2016      | Úr keres hölgyet                     | Man Seeking Woman                   | Rosa / Bosa           | 6 epizód                                                                    |
| 2016      |                                      | Comedy Bang! Bang!                  | Camper                | 1 epizód                                                                    |
| 2017–2019 | Hormonokkal túlfűtve                 | Big Mouth                           | Ms. Benitez (hangja)  | négy epizód                                                                 |
| 2019      |                                      | Star Trek: Short Treks              | Lynne Lucero százados | 1 epizód                                                                    |
| 2019–2022 | Hiány                                | Undone                              | Alma Winograd-Diaz    | főszereplő                                                                  |
| 2021      |                                      | B Positive                          | Adriana               | 2 epizód                                                                    |
| 2021      | A cseresznye vadiúj íze              | Brand New Cherry Flavor             | Lisa Nova             | - főszereplő - minisorozat (8 epizód) - magyar hangja: - Törőcsik Franciska |
| 2022      | Esküvői szezon                       | Wedding Season                      | Katie                 | főszereplő                                                                  |
| 2025      | Nyerni vagy veszíteni                | Win or Lose                         | Vanessa (hangja)      | - főszereplő - magyar hangja: - Mikecz Estilla                              |

### Videójátékok
| Év   | Cím                    | Szerep                               |
| ---- | ---------------------- | ------------------------------------ |
| 2013 | Batman: Arkham Origins | Copperhead / túsz a vonaton (hangja) |